# Johann Nepomuk Schaller

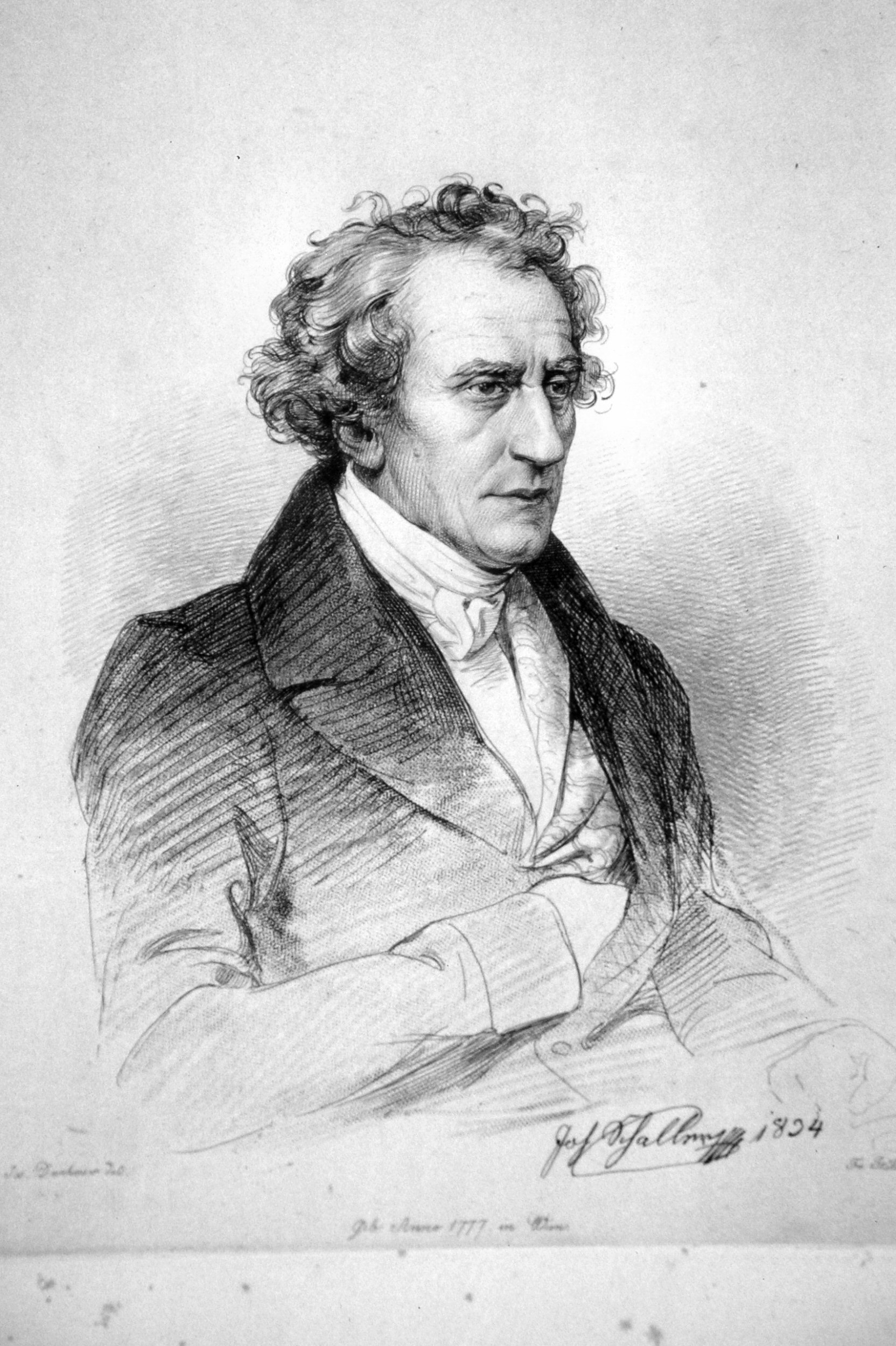
Johann Nepomuk Schaller, Radierung von Franz Xaver Stöber, 1834

Johann Nepomuk Schaller (* 30. März 1777 in Wien; † 16. Februar 1842 ebenda) war ein österreichischer Bildhauer.

## Leben
Johann Nepomuk Schaller war der jüngere Bruder des Malers Anton Ferdinand Schaller. Ab 1789 besuchte er die Wiener Akademie der bildenden Künste, wo Hubert Maurer sein Lehrer war. Ab 1792 wechselte er in die Bildhauerklasse zu Anton Grassi und Franz Anton von Zauner. Schon 1791 wurde er außerdem Bossierlehrling an der Porzellanmanufaktur. 1801 brachte er es zum Modellmeister und 1811 zum Obermodelleur. Die Liebe zum Porzellan blieb Schaller sein ganzes weiteres Leben erhalten, so dass er künstlerischer Berater der Porzellanmanufaktur bis zu seinem Tode war.
1812–1823 weilte Schaller als Stipendiat in Rom. Dort hatte er Kontakt zu den Nazarenern und zu den bedeutenden Bildhauern Antonio Canova und Bertel Thorvaldsen. König Ludwig I. wollte Schaller nach München berufen, was dieser aber ausschlug. Trotzdem fertigte er aber Büsten für dessen Walhalla an.
1823 kehrte er nach Wien zurück und wurde Professor für Bildhauerei an der Akademie. Er hatte damit auf die nachfolgende Künstlergeneration starken Einfluss. Zu seinen Schülern zählte Josef Gasser. Sein Atelier befand sich im Frühwirtschen Haus in der heutigen Technikerstraße Nr. 9. Schaller wohnte zunächst in der Joanelligasse 2 und 8, und dann in der Wickenburggasse 8. Er starb in der Vorstadt Laimgrube in der heutigen Dürergasse 1. Später erhielt er ein Grab auf dem Wiener Zentralfriedhof.
1907 wurde die Schallergasse in Wien-Meidling nach dem Bildhauer benannt. Auch die Söhne seines Bruders Anton waren in der Familientradition künstlerisch tätig: Eduard Schaller (1802–1848) wurde Historien- und Kirchenmaler, Ludwig Schaller (1804–1865) wurde Bildhauer.

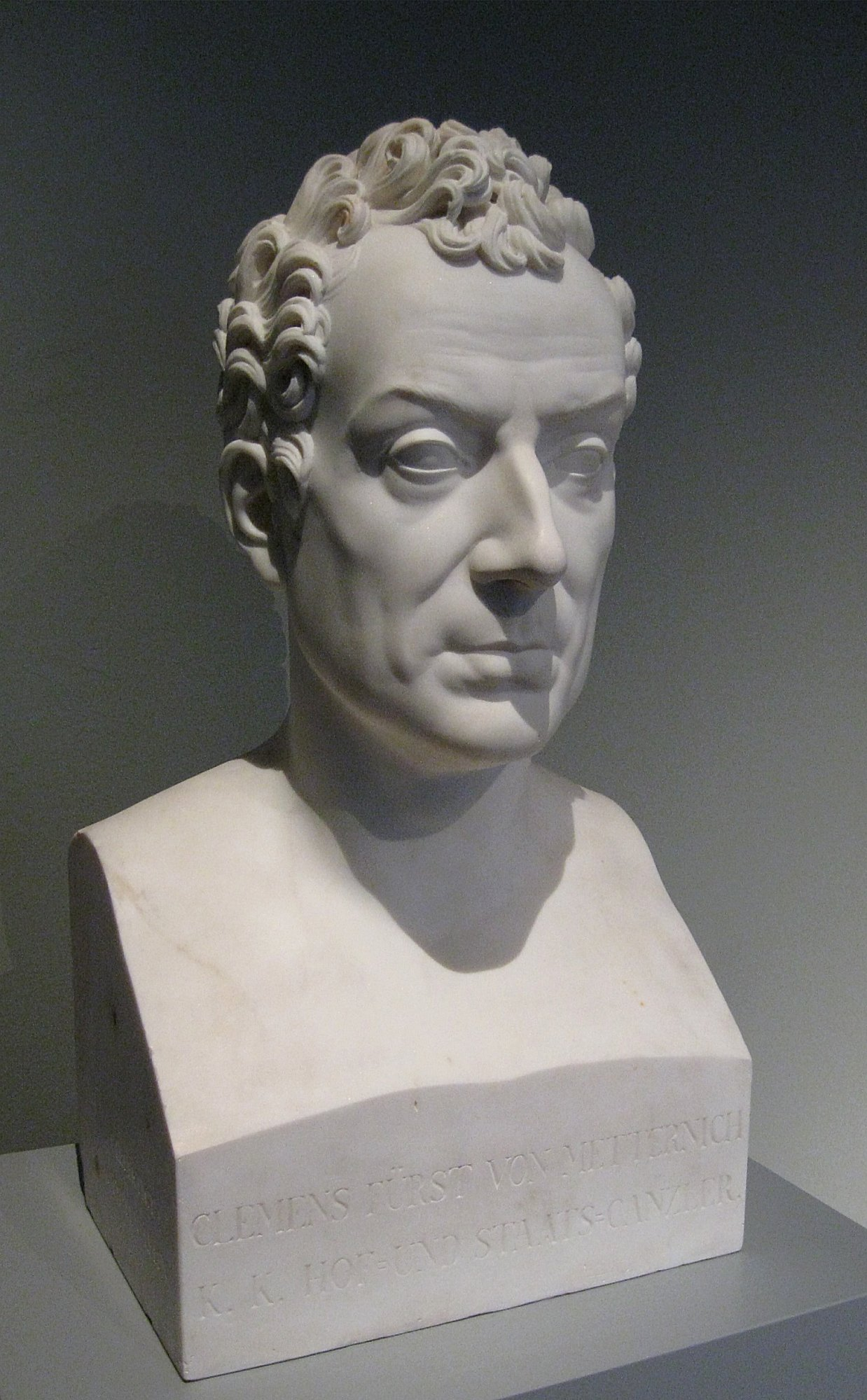
Clemens Fürst von Metternich, 1827, Marmor, Bayerisches Nationalmuseum

## Werke (Auswahl)
Johann Nepomuk Schaller war ein bedeutender österreichischer Bildhauer. Er stand stilistisch zwischen Klassizismus und dem romantischen Historismus. Als Porzellankünstler fertigte er eine Reihe von Büsten von Mitgliedern des Kaiserhauses an.
- Philoktet - Verwundeter Krieger (Wien, Österreichische Galerie Belvedere, Inv. Nr. 2289), 1808/09, Blei
- Kaiserin Maria Ludovica (Wien, Österreichische Galerie Belvedere, Inv. Nr. 2289), 1814, Carrara-Marmor
- Der jugendliche Amor (Wien, Österreichische Galerie Belvedere, Inv. Nr. 4202), 1815/16, Marmor
- Bellerophon im Kampf mit der Chimaira (Wien, Österreichische Galerie Belvedere), 1821, Marmor, 210 cm
- Schwarze Muttergottes (Wien, Konventhof des Schottenstiftes), 1825, Gusseisen
- Standbild des Andreas Hofer (Innsbruck, Hofkirche), 1827–33
- Heilige Margarethe (Wien, Brunnenfigur am Margaretenplatz), 1836, Blei
- Beethoven-Büste (London, Philharmonische Gesellschaft)
- Büsten in der Walhalla bei Regensburg